# Шахта «Бужанська»
Відокремлений підрозділ "Шахта «Бужанська». Входить до державного підприємства «Волиньвугілля». Розташована біля села Бужанка Поромівської громади Волинської області.
2003 року видобуто 83 тис. т. вугілля.